# Yasuyuki Kishino
Yasuyuki Kishino (jap. 岸野 靖之, Kishino Yasuyuki; * 13. Juni 1958 in der Präfektur Wakayama) ist ein ehemaliger japanischer Fußballspieler und -trainer.

## Karriere
Kishino erlernte das Fußballspielen in der Schulmannschaft der Shingu Commercial High School. Seinen ersten Vertrag unterschrieb er 1977 bei Mitsubishi Motors. Der Verein spielte in der höchsten Liga des Landes, der Japan Soccer League. 1982 wechselte er zum Ligakonkurrenten Yomiuri. Mit dem Verein wurde er 1983, 1984 und 1986/87 japanischer Meister. Für den Verein absolvierte er 58 Erstligaspiele. Ende 1990 beendete er seine Karriere als Fußballspieler.

## Erfolge
Mitsubishi Motors
- Japan Soccer League

Meister: 1978
Vizemeister: 1977
- JSL Cup

Sieger: 1978
- Kaiserpokal

Sieger: 1978, 1980
Finalist: 1979
Yomiuri
- Japan Soccer League

Meister: 1983, 1984, 1986/87
Vizemeister: 1989/90
- JSL Cup

Sieger: 1985
- Kaiserpokal

Sieger: 1984, 1986, 1987